# Une famille Ours au Far West
Ne doit pas être confondu avec La Famille Ours.
Une famille Ours au Far West (The Hillbilly Bears) est une série télévisée d'animation américaine en 26 épisodes de 6 minutes, créée par Hanna-Barbera Productions et diffusée entre le 2 octobre 1965 et le 7 septembre 1967 sur le réseau NBC.
En France, la série a été diffusée pour la première fois dans les années 70 puis rediffusée dans les années 80 sur TF1 dans Croque-vacances et en 1994 sur Canal J.

## Synopsis
Dans les montagnes américaines vit une famille de paysans ours pauvres. Il y a pa', le père paresseux qui marmonne dans sa barbe des paroles inintelligibles pour les spectateurs mais que les autres membres de la famille comprennent. Il à la gâchette facile et a toujours la pipe au bec. Il y a ma', la mère, qui fume la pipe elle-aussi. Puis leur grande fille romantique et moderne, et le fils cadet. La famille est souvent en conflit avec les voisins.

## Fiche technique
- Titre original : The Hillbilly Bears
- Titre français : Une famille Ours au Far West
- Réalisateur : William Hanna, Joseph Barbera
- Scénaristes : Dalton Sandifer, Warren Foster, Michael Maltese
- Musique : Ted Nichols, Hoyt Curtin (générique)
- Production : William Hanna, Joseph Barbera
- Sociétés de production : Hanna-Barbera Productions
- Société de distribution : Screen Gems
- Pays d'origine : États-Unis
- Langue : anglais
- Nombre d'épisodes : 26 (2 saisons)
- Durée : 6 minutes
- Dates de première diffusion :
- États-Unis : 2 octobre 1965
- France : 1970

## Distribution

### Voix françaises
Doublage québécois.

### Voix originales
- Henry Corden : Pa'
- Jean Vander Pyl : Ma' et la fille
- Don Messick : le fils
- Paul Frees : voix additionnelles

## Épisodes
- 01. Une partie de pêche (Anglers Aweigh)
- 02. L'Avion mystérieux (Just Plane Around)
- 03. La Vendetta continue
- 04. Le Chanteur de charme (Do the Bear)
- 05. Un animal encombrant (Stranger Than Friction)
- 06. Un cousin éloigné (Buzzin' Cuzzins)
- 07. Péage d'autoroute ( (Detour for Sure))
- 08. La Famille au pic-vert (Woodpecked)
- 09. Un étrange invité
- 10. Le Pique-nique (Picnic Panicked)
- 11. Grandes manœuvres
- 12. Règlement de comptes
- 13. Une leçon de karaté (Judo Kudos)
- 14. Une trêve pour brève
- 15. Un papa gâteau (Slap Happy Grandpappy)
- 16. Le Bain (Leaky Creek)
- 17. Un garçon bien élevé
- 18. Une famille affamée
- 19. Une partie de chasse
- 20. On n'arrête pas le progrès (Modern Inconvenience)
- 21. La Chasse au papillon (Speckled Heckler)
- 22. Un voyage dans l'espace (Saucy Saucers)